# Cerealia
Cerealia var en romersk högtid som firades under sju dagar i april till sädesgudinnan Ceres ära. Högtiden kan ha pågått från 12 april till 19 april, men de exakta datumen är osäkra.
Cerealia firades bland annat med lekar i rännarebanan, anordnade av edilerna. Man offrade svin, och plebejerna höll måltider, vid vilka de bekransade sig med blommor. Samtidigt brukade man också kasta blommor och fruktbarhetens symbol, nötter, ut bland folkmassan.